# Moto Guzzi V 10 Centauro-serie
De Moto Guzzi V 10 Centauro was een motorfietsmodel van Moto Guzzi dat in verschillende versies werd geproduceerd van 1996 tot 2001.

## Voorgeschiedenis
In de eerste helft van de jaren negentig was het machinepark van Moto Guzzi dermate verouderd, dat het merk ondanks de populariteit van een aantal modellen, zoals de Moto Guzzi California, niet aan de vraag kon voldoen. Men had de ontwikkeling van de modellen weer in eigen hand genomen, nadat die jarenlang was gedaan door Maserati. Dat kwam doordat zowel Moto Guzzi als Maserati in die tijd eigendom waren van Alejandro de Tomaso en zijn bedrijf DTI (De Tomaso Industries Inc.). Daardoor moest men eerst leren omgaan met CAD apparatuur. Voor de ontwikkeling van de Moto Guzzi 1000 Daytona had men de hulp ingeroepen van Dr. John Wittner, een Amerikaanse tandarts die als hobby een raceteam onderhield, maar zeer veel zelf ontwikkelde. Witnner bereikte daar goede resultaten mee, waardoor de Tomaso besloot hem in eerste instantie te betrekken bij het 1000 Daytona project, en later zelfs naar Mandello del Lario te halen om hem op te nemen in de technische staf. Daardoor kon ook de Sport 1100 verbeterd worden en verscheen de Moto Guzzi Sport 1100 Iniezione. De ontwikkeling van de Sportmodellen was ook mogelijk door een wijziging in de directie en investeringen van de investeringsbank Finprogetti. De 1000 Daytona had een voor Moto Guzzi begrippen vrij duur en sterk motorblok, met vier kleppen per cilinder en bovenliggende nokkenassen. Na het verdwijnen van de Moto Guzzi 1000 Strada had het merk geen naked bike meer, en het project V7 Ippogrifo was opgeofferd aan de drang om een vloeistofgekoelde motor te ontwikkelen. Intussen werd de dure motor van de Daytona slechts in één model gebruikt, dat bovendien in eigen huis concurrentie had van de Sport 1100 en mislukt was als aanval op de snelle Ducati modellen 851, 888 en 916.

## V 10 Centauro
Hoewel de V 10 Centauro al tijdens de motorshow van Milaan in november 1995 was gepresenteerd, kwam hij pas in september 1996 op de markt. Technisch was er nauwelijks verschil met de eerder verschenen 1000 Daytona RS, maar het vermogen was iets getemperd om het toeristische karakter te benadrukken. De industriële ontwerper Luciano Marabese had de machine ontworpen, en deze week af van alles wat Moto Guzzi eerder gepresenteerd had. De Centauro was zeer modern getekend, met ronde vormen en kunststofdelen die van het balhoofd langs de hele motorfiets leken te lopen om uiteindelijk het achterspatbord te vormen. De eerste prototypen, die ter beschikking van motorjournalisten werden gesteld, kregen veel kritiek op de zithouding, omdat de afstanden tussen zadel, stuur en voetsteunen niet in de juiste verhoudingen waren waardoor een krampachtige en vermoeiende zithouding ontstond. Hoewel die uiteindelijk verbeterde, bleef de zithouding behelpen.

### Motor
De basis van de motor was ontworpen door Umberto Todero. De motor was een luchtgekoelde langsgeplaatste 90° V-twin. Het carter was gelijk aan dat van de andere 1000 cc modellen, maar bij de cilindervoeten was het verstevigd. De nokkenas, die normaal boven de krukas lag, was door Todero vervangen door een as met een poelie. Twee getande riemen van Pirelli dreven van hieruit twee nokkenassen aan, die elk naast een van de cilinderkoppen lagen. Via twee tuimelaarassen en vier tuimelaars werden de kleppen van elke cilinder bediend. De wisselstroomdynamo zat aan de voorkant van de krukas en de startmotor links naast de versnellingsbak.

### Aandrijflijn
De krukas dreef via het vliegwiel rechtstreeks de meervoudige droge plaatkoppeling aan. Daarachter zat een vijfversnellingsbak en de secundaire aandrijving verliep via een cardanas.

### Rijwielgedeelte
Het frame was ook afkomstig van de 1000 Daytona. Het was een ruggengraat frame met vierkante kokers, waarvan het blok een dragend deel was. Net als bij de Sport 1100 Iniezione was het ten opzichte van de eerste versies wat smaller. Aan de achterkant van het frame zaten aluminium schetsplaten waar de swingarm in scharnierde. De achtervering werd gevormd door een enkele cantilever schokdemper van WP en de Upside Down-voorvork was ook van WP. In het voorwiel zaten twee 320 mm RVS remschijven, in het achterwiel een 282 mm remschijf.

## V 10 Centauro GT en V 10 Centauro Sport
In 1998 verschenen twee nieuwe versies. De V 10 Centauro GT was uitgevoerd met het duozadel dat ook de basisuitvoering had, maar daarnaast met een verstelbaar stuur, een bagagerek en een toerruit. De zithouding, die bij de V 10 Centauro nogal wat kritiek kreeg, was daardoor verbeterd. De V 10 Centauro Sport had een eenpersoons zadel met een kussentje aan de achterkant dat ook al bij de prototypen gebruikt was. Ook hier was het stuur verstelbaar, maar lager. De Sport had ook een klein stuurkuipje en een belly pan.

## Technische gegevens
| Moto Guzzi             | V 10 Centauro                          | V 10 Centauro GT                       | V 10 Centauro Sport                    |
| ---------------------- | -------------------------------------- | -------------------------------------- | -------------------------------------- |
| Periode                | 1996-2000                              | 1998-2001                              | 1998-2001                              |
| Categorie              | naked bike                             | naked bike                             | naked bike                             |
| Motortype              | kopklepmotor                           | kopklepmotor                           | kopklepmotor                           |
| Bouwwijze              | langsgeplaatste 90° V-twin             | langsgeplaatste 90° V-twin             | langsgeplaatste 90° V-twin             |
| Cilinder               | aluminium                              | aluminium                              | aluminium                              |
| Cilinderkop            | aluminium                              | aluminium                              | aluminium                              |
| Klepopstelling         | 8 kopkleppen                           | 8 kopkleppen                           | 8 kopkleppen                           |
| Klepbediening          | OHC met tuimelaars                     | OHC met tuimelaars                     | OHC met tuimelaars                     |
| Brandstofvoorziening   | Weber-Marelli injectie                 | Weber-Marelli injectie                 | Weber-Marelli injectie                 |
| Ontsteking             | Weber-Marelli motormanagement          | Weber-Marelli motormanagement          | Weber-Marelli motormanagement          |
| Boring                 | 90 mm                                  | 90 mm                                  | 90 mm                                  |
| Slag                   | 78 mm                                  | 78 mm                                  | 78 mm                                  |
| Cilinderinhoud         | 992,4 cc                               | 992,4 cc                               | 992,4 cc                               |
| Smeersysteem           | wet-sump                               | wet-sump                               | wet-sump                               |
| Compressieverhouding   | 10:1                                   | 10:1                                   | 10:1                                   |
| Max. Vermogen          | 90 pk bij 8.200 tpm                    | 90 pk bij 8.200 tpm                    | 90 pk bij 8.200 tpm                    |
| Topsnelheid            | 210 km/h                               | 210 km/h                               | 210 km/h                               |
| Primaire aandrijving   | Rechtstreeks                           | Rechtstreeks                           | Rechtstreeks                           |
| Koppeling              | meervoudige droge plaat                | meervoudige droge plaat                | meervoudige droge plaat                |
| Versnellingen          | 5 voetgeschakeld                       | 5 voetgeschakeld                       | 5 voetgeschakeld                       |
| Secundaire aandrijving | cardan                                 | cardan                                 | cardan                                 |
| Frame                  | ruggengraat frame                      | ruggengraat frame                      | ruggengraat frame                      |
| Wielbasis              | 1475 mm                                | 1475 mm                                | 1475 mm                                |
| Vering vóór            | WP Upside Down                         | WP Upside Down                         | WP Upside Down                         |
| Vering achter          | monovering                             | monovering                             | monovering                             |
| Banden                 | vóór 120/70 × 17", achter 160/60 × 17" | vóór 120/70 × 17", achter 160/60 × 17" | vóór 120/70 × 17", achter 160/60 × 17" |
| Rem(men)               | schijfremmen rondom                    | schijfremmen rondom                    | schijfremmen rondom                    |
| Gewicht                | 224 kg droog                           | 224 kg droog                           | 224 kg droog                           |
| Tankinhoud             | 19 liter                               | 19 liter                               | 19 liter                               |